# Greg Cipes
Gregory "Greg" Cipes (Coral Springs, Flórida - 4 de janeiro de 1980) é um ator e dublador estadunidense. Ele também é cantor, musicista, compositor e surfista profissional.

## Vida e carreira
Cipes nasceu em Coral Springs, Flórida, EUA. É filho de Robin (nascida Mrasek) e Geoff Cipes. Ele ficou em terceiro lugar no Junior Professional Surfer dos E.U.A. em 1998 - o ano que ele começou sua carreira no cinema. Greg é vegetariano desde os 8 anos. Ele também é dono de dois cães, Shadow e Marley, e é muito próximo a eles.[carece de fontes?]
Cipes fez a voz de Mutano em Os Jovens Titãs e de Atlas no anime Astro Boy de 2003. Ele também é amplamente conhecido por fazer Kevin Levin em Ben 10: Força Alienígena e em variações futuras da franquia "Ben 10". Ele é mencionado nos quadrinhos Teen Titans Go #62, como um dublê chamado Craig Snipes.
Sua banda de pop reggae, Cipes and the People, tem uma legião de fãs no Sul da Califórnia e na Ásia. Seu primeiro álbum, "Conscious Revolution" (Revolução daa Consciência) foi lançado pela High Valley Entertainment em outubro de 2007.

### Voz originl
- Mutano (Beast Boy), Adonis e Private H.I.V.E. em Os Jovens Titãs
- Michelangelo em Tartarugas Ninjas de 2012
- Atlas no anime Astro Boy de 2003
- Valete (originalJack) da Gangue Royal Flush em Liga da Justiça
- Chiro em Super Esquadrão dos Macacos Robôs Hiper Força Já!
- Pequeno Demônio e Natalie Nielson/La Monosa em El Tigre: As Aventuras de Manny Rivera
- Número 1600 em KND - A Turma do Bairro
- Roger, o Orangotango em Rei da Selva
- Ryan em Selvagem
- Caleb em W.I.T.C.H.
- Dean, o agente da WOOHP de Três Espiãs Demais!
- Buddy, o Paquete no jogo MySims para Wii
- Kevin Ethan Levin em Ben 10: Força Alienígena e, provavelmente, em Ben 10: Supremacia Alienígena
- J.R. em Rugrats Crescidos!
- Locutor do Cartoon Network dos E.U.A de julho até outubro de 2008

### Televisão
Cipes fez numerosas aparições na televisão, tanto em comerciais e programas de televisão. Ele foi um dos sete amigos no reality show da MTV Twentyfourseven. Cipes fez algumas aparições em One on One como Butter, um dos membros da banda de Arnaz Ballard. Ele fez participações em House, M.D., no episódio "Family (Família)", como um vendedor de cana. Ele fez aparições na série de televisão Gilmore Girls, na quarta temporada episódio "Ted Koppel's Big Night Out", e Deadwood. Cipes também estrelou em 3 episódios de Ghost Whisperer - "Love Still Won't Die", "The Gathering" e (não creditada) em "The Crossing".

### Cinema
Cipes interpretou a personagem Tyler em 2003 no filme de terror Inhabited e o personagem Reed em 2006 na comédia Pledge This! e também teve um pequeno papel em John Tucker Must Die e Boys & Girls Guide To Getting Down. Ele desempenhou o papel de um hippie diplomata em The Onion Movie e Zack no filme de terror Simon Says. Ele foi recentemente apresentado no filme de 2008 de Deon Taylor, Nite Tales e interpretou um piloto caubói chamado Dwight em 2009 no filme Fast & Furious.

### Música
Cipes é o líder da banda de reggae/hip-hop, Cipes and the People. A canção "Rescue", lançada no álbum Conscious Revolution em 2007, teve a participação especial da estrela pop adolescente Jesse McCartney. Cipes também trabalha como um cantor de clubes em Los Angeles. Mesmo que sua banda está atualmente "sem sinal", um segundo álbum está previsto para ser lançado em Setembro/Outubro de 2009.